# Catesbaea nana
Catesbaea nana är en måreväxtart som beskrevs av Jesse More Greenman. Catesbaea nana ingår i släktet Catesbaea och familjen måreväxter.
Artens utbredningsområde är Kuba. Inga underarter finns listade i Catalogue of Life.